# ساتيس كولمان
ساتيس كولمان (بالإنجليزية: Satis N. Coleman) (1878–1961) هي مدرسة موسيقى ومؤثرة تقديمية. في كتابها التقديمي لعام 2010 في قاعة مشاهير الجمعية الوطنية للتربية الموسيقية (NAfME)، كتبت: «لقد شجعت تعليم الموسيقى لقدرتها على قيادة الأطفال لربط الموسيقى بمواضيع أخرى، مثل التاريخ والجغرافيا ودراسة الموارد الطبيعية.» درست في ريف تكساس، واشنطن العاصمة وفي مدينة نيويورك في كلية المعلمين بجامعة كولومبيا (حيث حصلت على درجة الدكتوراه في علم النفس التربوي)؛ ونشرت 33 كتاباً مع كبار الناشرين.  نظرًا للعنصر البيئي لفلسفتها في تعليم الموسيقى، كان عملها يمثل سابقة تاريخية في علم أصول الموسيقى للمتعلمين بيئيًا، كانت موسيقاها الإبداعية للأطفال مؤثرة للغاية، حيث تضمنت الأنثروبولوجيا، والارتجال.  وكانت هي الداعية الرئيسي لنظرية الخلاص في التعليم الموسيقي،  وكان لفلسفتها جانب روحي مميز،  يمكن اعتباره مرتبطًا بصنع الآلات كممارسة روحية. 